# Liliam Kechichián
Liliam Kechichián, née le 2 mars 1952, est une femme politique uruguayenne. C'est une descendance arménienne,